# Ślizg (deskorolka)
Ślizg – (ang. slide) ewolucja na deskorolce polegająca na ślizganiu się po przeszkodzie drewnianą częścią deskorolki (decku), lub rzadziej na kółkach. Wyróżniamy wiele ślizgów m.in.:
- bluntslide
- boardslide
- darkslide
- lipslide
- noseslide
- tailslide
- powerslide
- nosebluntslide
- crail slide
- tailblock slide